# 丙酸乙酯
丙酸乙酯是一种酯类有机物，分子式为C5H10O2，结构简式为C2H5COOC2H5。丙酸乙酯常态下是无色有菠萝香味的液体。

## 存在
丙酸乙酯少量存在于例如奇异果和草莓。它也存在于葡萄酒中。

## 制备
由丙酸或丙酸酐与乙醇进行费歇尔酯化反应而成。
{\displaystyle \ CH_{3}CH_{2}COOH+CH_{3}CH_{2}OH\ {\xrightarrow {H_{2}SO_{4}}}\ CH_{3}CH_{2}COOCH_{2}CH_{3}+H_{2}O}

## 性质
丙酸乙酯是一种挥发性、极易燃的无色液体，有水果味，微溶于水。它在高温下分解，产生二氧化碳、一氧化碳和乙烯。
丙酸乙酯有弱酸性的亚甲基，可参与缩合反应。

## 用途
丙酸乙酯可用作溶剂，用于纤维素醚、纤淮素酯的生产，以及用于溶解天然和合成树脂。它也用作调味物质。

## 危险性
丙酸乙酯气体可以和空气形成爆炸性混合物（闪点 12 °C，自燃温度 455 °C）。